# کارگزار قدرت (سیاست)
کارگزار قدرت شخصی است که بر مردم تاثیر می گذارد تا مشتری خاصی (یعنی مسئول منتخب یا همه پرسی ) رای دهند. کارگزاران قدرت همچنین برای تحقق اهداف خود می توانند با سایر کارگزاران قدرت مذاکره کنند.
کارگزاران قدرت می توانند در حوزه ها و سیاست های مورد ستیز سود بیشتری تقاضا کنند. آنها می توانند هر دو طرف را بازی دهند و برای پیشنهاد دهنده بالاترین قیمت بر رای دهندگان تأثیر بگذارند. نمونه های روز از چهره های برجسته شامل هنری کیسینجر می شود.